# Lay Back in the Arms of Someone
Lay Back in the Arms of Someone ist ein von Nicky Chinn und Mike Chapman geschriebener Softrocksong. Das Stück wurde am 18. Februar 1977 als Single der Band Smokie veröffentlicht und erschien am 3. April 1977 auf ihrer Kompilation Greatest Hits. Wie sein Vorgänger Living Next Door to Alice wurde auch dieser Song zum Charthit für die englische Band. Eine deutsche Coverversion mit dem Titel Die Nacht, als Christina fortlief von Peter Orloff erschien ebenfalls 1977 und stieg in der deutschen Hitparade auf Platz 39.

## Hintergrund und Veröffentlichung
Lay Back in the Arms of Someone wurde wie Living Next Door to Alice von Nicky Chinn und Mike Chapman geschrieben und von der britischen Band Smokie aufgegriffen und veröffentlicht. Die Single wurde von der RAK Records Ltd. im Februar 1977 veröffentlicht; die B-Seite war das Lied Here Lies a Man, geschrieben von Chris Norman und Pete Spencer.
1. Lay Back in the Arms of Someone – 4:07
2. Here Lies a Man – 3:17

Das Lied erschien zudem als erster Song auf dem Album Greatest Hits, das ebenfalls im Jahr 1977 veröffentlicht wurde und mehrere erfolgreiche Singles der Jahre 1975 bis 1977 enthält.

## Musik und Text
Bei Lay Back in the Arms of Someone handelt es sich um ein Liebeslied, bei dem das Lyrische Ich einer anderen Person seine Liebe gesteht und sie auffordert, sich in die Arme von jemandem zurückzulehnen, der sie liebt. Der Text ist in mehreren kurzen Doppelstrophen aufgebaut, die jeweils vom Refrain unterbrochen sind. Das Reimschema ist einfach strukturiert, wobei sich jeweils die ersten beiden Zeilen einer dreizeiligen Strophe aufeinander reimen (AAB, CCD).
Der Refrain selbst ist ebenso strukturiert, wobei jeweils die ersten beiden Zeilen mit dem Wort „someone“ enden:

„Lay back in the arms of someone

Give in to the charms of someone

Lay back in the arms of someone you love“

Begleitet wird der Gesang von einer Akustikgitarre und einem dezent gehaltenen Schlagzeug, das gemeinsam mit der Gitarre und einem Bass den Rhythmus bestimmt. Das Lied beginnt mit einem kurzen Intro von akustischer und E-Gitarre, die später im Stück auch für einige kurze Soli nach dem Refrain verwendet wird. Kurz vor dem Refrain variieren das Schlagzeug und die Gitarrenbegleitung kurz. Die Strophen werden von Chris Norman gesungen, der für seine markante rauchige Stimme bekannt ist. Den Refrain singt er zudem teilweise gemeinsam mit dem zweiten Gitarristen Alan Silson und dem Bassisten Terry Uttley. Zum Ende wird das Lied leiser und ausgeblendet.

## Chartplatzierungen
Die Single Lay Back in the Arms of Someone stieg erstmals am 28. März 1977 auf Platz 46 in die deutsche Hitparade und erreichte am 25. April die Chartspitze, wo es sich mit kurzen einwöchigen Unterbrechungen auf Platz 2 bis zum 6. Juni platzieren konnte. Darüber hinaus platzierte sich die Single 14 Wochen in den Top 10 sowie insgesamt 29 Wochen in den Charts. Das Autorenduo Chinn/Chapmann erreichte hiermit zum zehnten und letzten Mal die Chartspitze in Deutschland. In Großbritannien, dem Heimatland der Band, gelangte die Single dagegen nicht bis in die Top 10 und erreichte mit Platz 12 seine höchste Platzierung.
In Österreich und der Schweiz platzierte sich das Lied ebenfalls, so stieg es in Österreich ebenfalls auf Platz 1 der Charts und blieb insgesamt 5 Monate in der österreichischen Hitparade und in der Schweiz war es 14 Wochen präsent und stieg bis auf Platz 2. Zudem konnte es sich sowohl in den Niederlanden wie auch in Belgien auf Platz 1 der jeweiligen Charts platzieren.
| ChartsChartplatzierungen     | Höchstplatzierung | Wochen/ Monate |
| ---------------------------- | ----------------- | -------------- |
| Deutschland (GfK)            | 1 (29 Wo.)        | 29 Wo.         |
| Österreich (Ö3)              | 1 (5 Mt.)         | 5 Mt.          |
| Schweiz (IFPI)               | 2 (14 Wo.)        | 14 Wo.         |
| Vereinigtes Königreich (OCC) | 12 (9 Wo.)        | 9 Wo.          |

| ChartsJahrescharts (1977) | Platzierung |
| ------------------------- | ----------- |
| Deutschland (GfK)         | 11          |
| Österreich (Ö3)           | 9           |

## Coverversionen

### Version von Peter Orloff
Der deutsche Schlagersänger Peter Orloff coverte Lay Back in the Arms of Someone noch im Jahr der Erstveröffentlichung. Er nahm eine deutschsprachige Adaption mit dem Titel Die Nacht, als Christina fortlief auf. Den deutschsprachigen Text verfasste Orloff selbst, darüber hinaus war er auch für die Produktion verantwortlich. Seine Version handelt von einer Liebesbeziehung einer jungen Frau mit dem Erzähler, bei der die Protagonistin „Christina“ aufgrund der Liebe aus ihrem Elternhaus fortlief, um bei ihrer Liebe zu sein.
Die Single erschien im April 1977 bei Aladin Records und beinhaltet die B-Seite Die nächste nach dir. Im selben Jahr erschien das Stück als Titellied des gleichnamigen Studioalbums. Am 11. Juni 1977 trat Orloff mit dem Lied als Neuvorstellung bei der ZDF-Hitparade auf, wurde jedoch vom Publikum nicht in die Top-Liste für die nächste Sendung gewählt. Die Single platzierte sich in den deutschen Singlecharts und erreichte bei zwei Chartwochen mit Rang 39 seine höchste Platzierung. Es wurde zum 13. Charthit für Orloff als Interpret in Deutschland. In seiner Funktion als Autor war es sein 29. Charterfolg sowie der 27. als Produzent.
| ChartsChartplatzierungen | Höchstplatzierung | Wochen |
| ------------------------ | ----------------- | ------ |
| Deutschland (GfK)        | 39 (2 Wo.)        | 2      |

### Weitere Coverversionen (Auswahl)
Der Song wurde 1979 von Country-Musiker Randy Barlow gecovert; seine Version erreichte Platz 13 in den amerikanischen Country-Charts. Im selben Jahr erschien eine Version von Juice Newton auf ihrem Album Take Heart, die Platz 80 der Country-Charts belegte.
Das Stück wurde von zahlreichen weiteren Musikern herausgebracht. Dabei wurde in der Regel der Originalsong neu interpretiert oder in eine andere Sprache übersetzt bzw. mit einem neuen Text versehen. Einige Interpretationen setzten das Lied mit anderen Rocksongs zu Medleys zusammen. Zu den Bands und Interpreten, die das Lied in einer Coverversion veröffentlicht haben, gehören: u. a.
- 1977: Bingos – Jag väntar på dig (Schwedisch)
- 1977: Wizex – Jag väntar på dig (Schwedisch)
- 1977: Opus – Lay Back in the Arms of Someone
- 1977: Stein – Lay Back in the Arms of Someone
- 1977: The Hiltonaires – Lay Back in the Arms of Someone
- 1977: Tony Eyers – Lay Back in the Arms of Someone
- 1977: Karma – Tunteitaan ei voi estää (Finnisch)
- 1978: Goldmen – Lay Back in the Arms of Someone
- 1979: Tanya Tucker – Lay Back in the Arms of Someone
- 1981: Ricky Nelson – Lay Back in the Arms of Someone
- 1981: Savoy Brown – Lay Back in the Arms of Someone
- 1982: The Look – Lay Back in the Arms of Someone
- 1984: Johnny Tillotson – Lay Back in the Arms of Someone
- 1984: Winston Groovy – Lay Back in the Arms of Someone
- 1988: Cue – Out Of The Blue (The Smokey Hit Connection) (Medley)
- 1992: Grant & Forsyth – The Letter / Lay Back In The Arms Of Someone / Achy Breaky Heart / Thank God I'm A Country Girl (Medley)
- 1999: Argema – Prohrát není žádná hanba (Tschechisch)
- 2000: Chris Norman – Lay Back in the Arms of Someone
- 2002: The Clogs – Smokie-Medley (Medley)
- 2006: Sannex – Lay Back in the Arms of Someone
- 2006: Tobacco – Lay Back in the Arms of Someone
- 2007: Mama’s Jasje – Hou vast aan je echte vrienden (Niederländisch)
- 2007: Cocktail Band – Läbe isch es Gschänk (Schweizerdeutsch)

## Belege
1. ↑  
Smokie – Lay Back in the Arms of Someone bei Discogs; abgerufen am 9. Juni 2021.
2. ↑  
Smokie – Greatest Hits bei Discogs; abgerufen am 9. Juni 2021.
3. 1 2  Smokie – Lay Back in the Arms of Someone, Songtext auf songtexte.com; abgerufen am 9. Juni 2021.
4. ↑  
Smokie – Lay Back in the Arms of Someone. In: offiziellecharts.de. Abgerufen am 9. Juni 2021.
5. ↑  
Smokie – Lay Back in the Arms of Someone. In: officialcharts.com. Abgerufen am 9. Juni 2021.
6. 1 2  
Smokie – Lay Back in the Arms of Someone. In: austriancharts.at. Abgerufen am 9. Juni 2021.
7. ↑  
Smokie – Lay Back in the Arms of Someone. In: hitparade.ch. Abgerufen am 9. Juni 2021.
8. ↑  Smokie – Lay Back in the Arms of Someone. In: top40.nl. Abgerufen am 10. Juni 2021 (niederländisch).
9. ↑  Chartplatzierung in Deutschland. In: offiziellecharts.de. Abgerufen am 19. Juni 2024.
10. ↑  Chartplatzierung in Österreich. In: austriancharts.at. Abgerufen am 19. Juni 2024.
11. ↑  Chartplatzierung in der Schweiz. In: hitparade.ch. Abgerufen am 19. Juni 2024.
12. ↑  Chartplatzierung in Großbritannien. In: officialcharts.com. Abgerufen am 19. Juni 2024 (englisch).
13. ↑  Jahrescharts 1977 in Deutschland. In: offiziellecharts.de. Abgerufen am 19. Juni 2024.
14. ↑  Jahrescharts 1977 in Österreich. In: austriancharts.at. Abgerufen am 19. Juni 2024.
15. 1 2  Peter Orloff – Die Nacht, als Christina fortlief. In: austriancharts.at. Abgerufen am 10. Juni 2021.
16. ↑  
Peter Orloff – Die Nacht, als Christina forlief. Songtext. In: songtexte.com. Abgerufen am 9. Juni 2021.
17. ↑  
Peter Orloff – Die Nacht, als Christina fortlief. In: offiziellecharts.de. Abgerufen am 9. Juni 2021.
18. ↑  Chartplatzierung in Deutschland. In: offiziellecharts.de. Abgerufen am 19. Juni 2024.
19. ↑  Jason Ankeny: Randy Barlow | Awards. AllMusic, 29. März 1943, abgerufen am 26. Januar 2016 (englisch).
20. ↑  https://www.musicvf.com/song.php?title=Lay+Back+in+the+Arms+of+Someone+by+Juice+Newton&id=113018
21. ↑  
Lay Back in the Arms of Someone. In: cover.info. Abgerufen am 9. Juni 2021.